# Аракелян, Акоп
Акоп Аракелян (род. 4 мая 1988) — армянский самбист и дзюдоист, бронзовый призёр первенства Европы по дзюдо среди юниоров, чемпион (2007, 2009, 2011, 2012) и серебряный призёр (2010) чемпионатов Армении по дзюдо среди взрослых, бронзовый призёр соревнований по самбо летней Универсиады 2013 года в Казани, бронзовый призёр Всемирных игр боевых искусств 2013 года, бронзовый призёр чемпионата Европы по самбо 2008 года, бронзовый призёр чемпионата мира по самбо 2011 года. По самбо выступал во второй средней (до 90 кг), полутяжёлой (до 100 кг) и тяжёлой (свыше 100 кг) весовых категориях.

## Чемпионаты Армении
- Чемпионат Армении по дзюдо 2007 — ;
- Чемпионат Армении по дзюдо 2009 — ;
- Чемпионат Армении по дзюдо 2010 — ;
- Чемпионат Армении по дзюдо 2011 — ;
- Чемпионат Армении по дзюдо 2012 — ;